# 클라우드 게이트

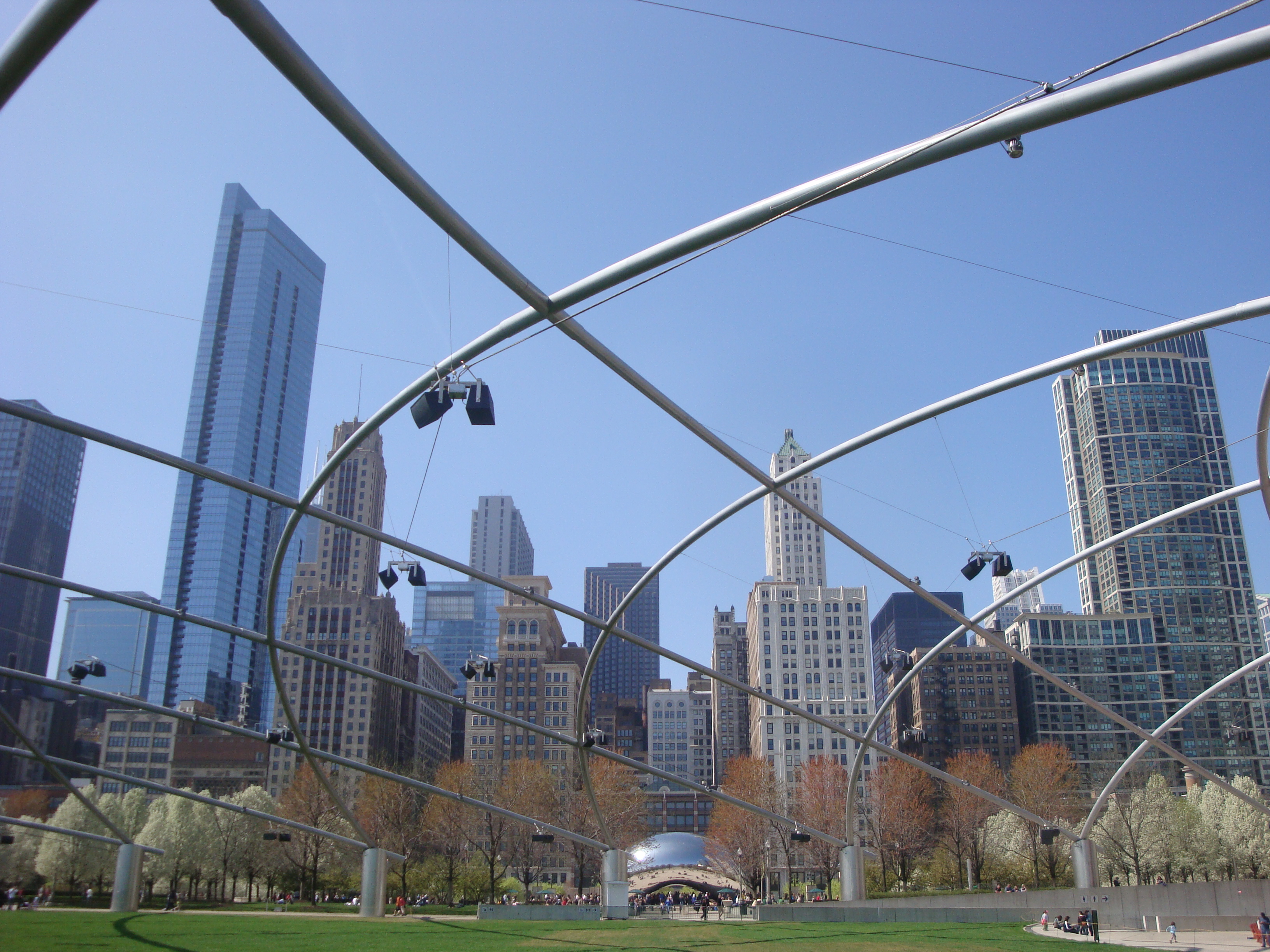
시카고 스카이라인과 밀레니엄 파크에 있는 클라우드 게이트의 모습

클라우드 게이트(Cloud Gate)는 미국 일리노이주 시카고에 있는 거대한 스테인리스 조각품이며 인도 출신의 영국 조각가 아니쉬 카푸어(Anish Kapoor)가 2004년부터 2006년까지 2년에 걸쳐 만들었다. 시카고의 중심부인 시카고 루프에 있는 밀레니엄 파크 내 AT&T 플라자 중심부에 위치해 있다. 콩 모양처럼 생겨서 더 빈(The Bean)이라는 별칭으로도 불린다. 처음에 카푸어는 이 별칭을 별로 좋아하진 않았지만 후엔 이 별칭으로 본인의 작품을 소개하기도 했다.  

## 제작

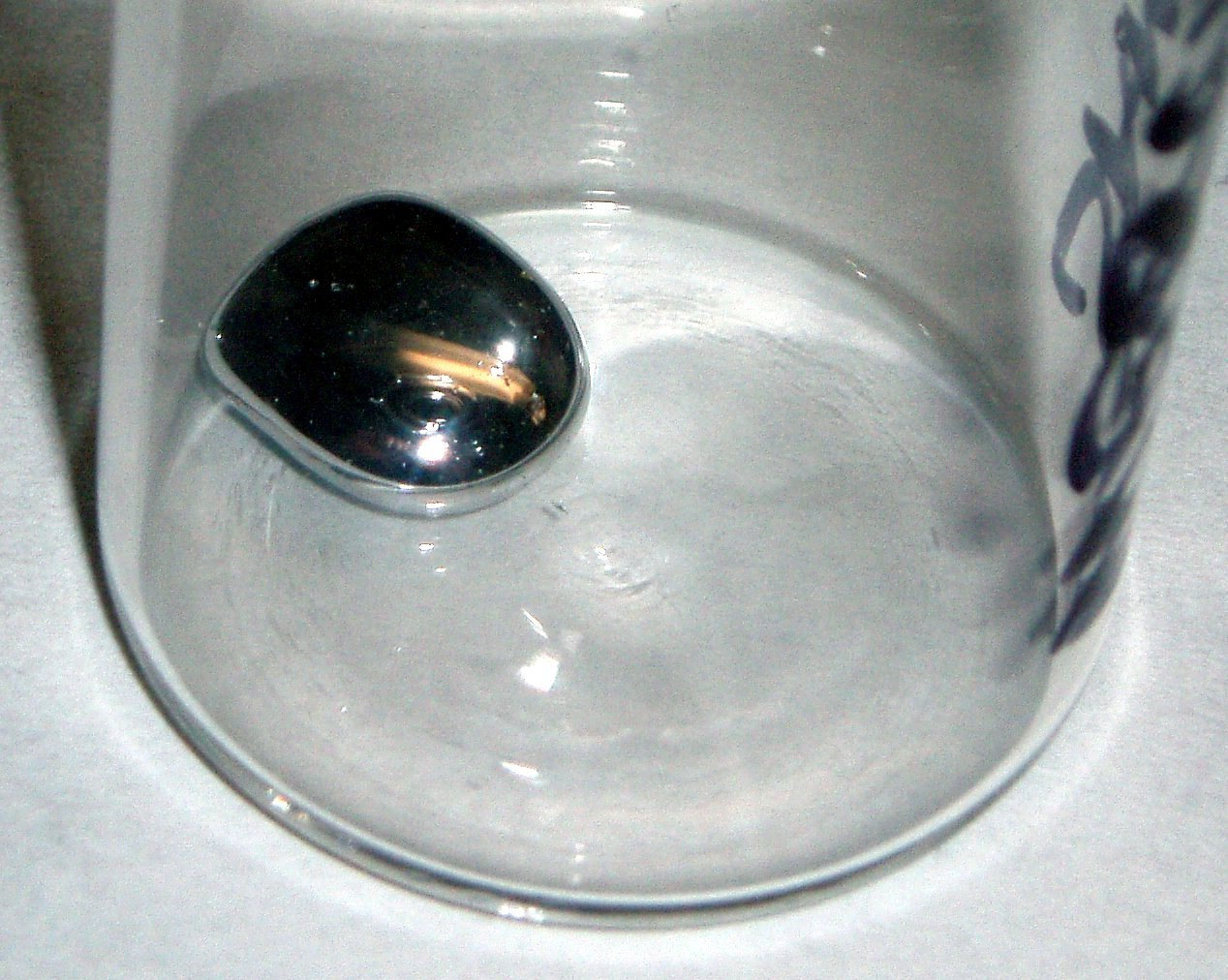
클라우드 게이트는 액체 수은에 영감을 받아 디자인 되었다.

168개의 스테인리스 철강판을 용접하여 제작되었으며 외관엔 이음매가 보이지 않도록 제작되었다. 크기는 10 x 20 x 13m이며 무게는 110톤에 이른다. 관람객들은 클라우드 게이트 아래 3.7m 높이의 공간을 걸어 다닐 수도 있다. 거대한 곡선을 띤 외관으로 인해 도시의 스카이라인이 클라우드 게이트의 표면을 통해 왜곡되어 반사된다. 외부 표면의 4분의 3이 하늘을 비추고 있으며, 때문에 클라우드 게이트라는 이름은 하늘과 관람객 사이의 공간을 연결하는 일종의 문 역할을 하는 것에서 비롯됐다.   
클라우드 게이트는 디자인 공모를 통해 카푸어의 디자인이 최종 결정되었으며 액체 수은에서 영감을 받아 디자인 되었다. 그러나 독특하고 부드러운 곡선을 띤 디자인으로 인해 제작 및 조립에 대한 기술적인 문제들이 많았다. 여러 전문가들의 자문을 받았지만 설계를 구현하기 쉽지 않았다. 결국, 제작은 예정보다 늦어졌으며 2004년 밀레니엄 파크 그랜드 오픈 기념 행사에서 불완전한 형태로 공개되었다가, 다시 비공개로 제작되었다. 클라우드 게이트는 2006년 5월 15일에 정식으로 공개되었으며, 이후 시카고의 랜드마크가 되어 국내외적으로 상당한 인기를 얻고 있다.  

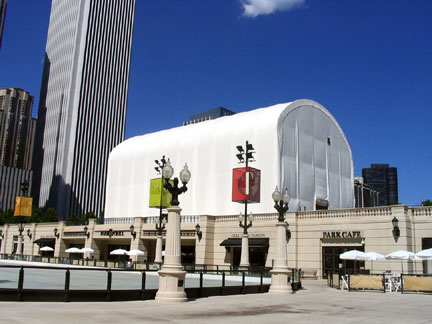
2004년~2005년, 거대한 텐트 속에서 비공개로 제작되고 있는 클라우드 게이트

리차드 마이클 데일리(Richard M. Daley) 전 시카고 시장 은 2006년 5월 15일 클라우드 게이트가 완성된 날을 "클라우드 게이트 데이 (Cloud Gate Day)"로 선언하기도 했다.